# آيت اعلي يعقوب
آيت اعلي يعقوب، أو أوڭماس، هو دوار مغربي جبلي مجمع بالأطلس المتوسط، يقع بجماعة بن صميم، إقليم إفران، بدائرة أزرو، جهة فاس مكناس. ينتمي هذا الدوار إلى مشيخة آيت عرفة تڭريرة. يبلغ عدد سكان الدوار حسب إحصاء سنة 2014 للسكن والسكنى 1610 نسمة، ليكون بذلك أكبر دواوير جماعة بن صميم من حيث عدد السكان.

## السكان[1]
- معدل البطالة في الدوار هو 19,4 %
- يضم الدوار 370 اسرة
- 86,2 % من الأسر مزودة بالكهرباء
- 38,2 % من الأسر مزودة بالماء الصالح للشرب عبر الشبكة العمومية
- 21,1 % من الأسر مرتبطة بشبكة الصرف الصحي
- 1,6 % من الأسر مرتبطة بالإنترنت